# TwinCruiser
TwinCruiser ist die Bezeichnung für einen von der Neptun-Werft und der Premicon AG entwickelten Flusskreuzfahrt-Schiffstyp. Dabei wurde erstmals die Antriebseinheit vom Fahrgastschiff getrennt, weshalb es Schubfahrgastschiff genannt werden kann.

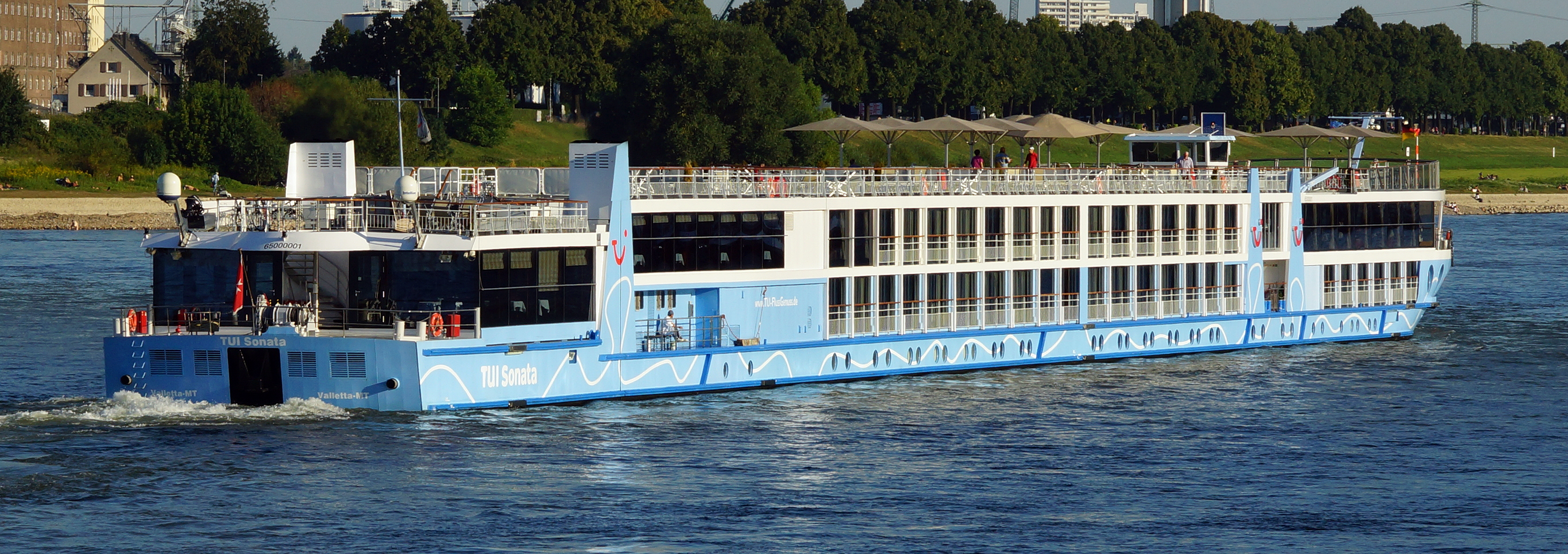
TC TUI Sonata

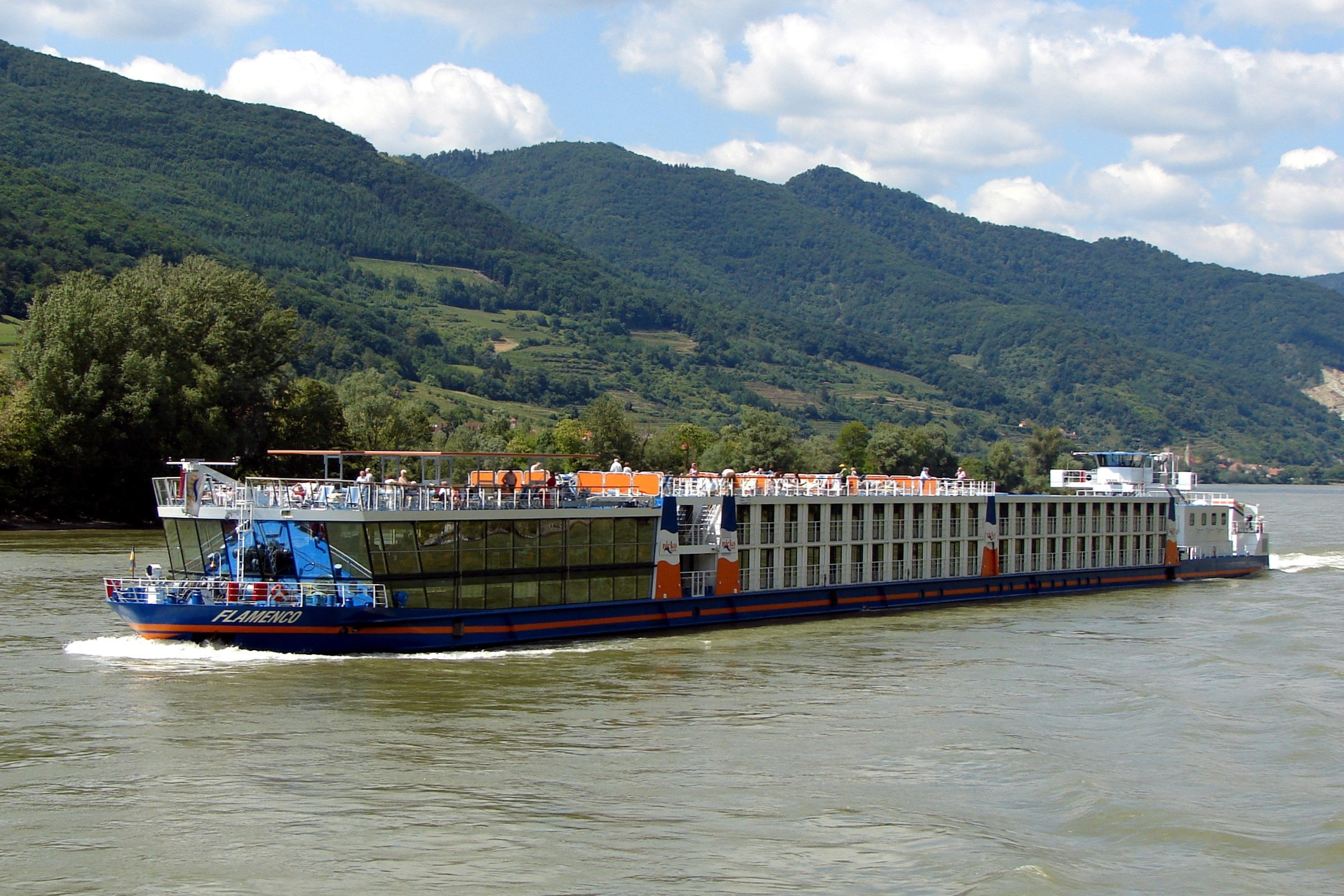
TC Flamenco

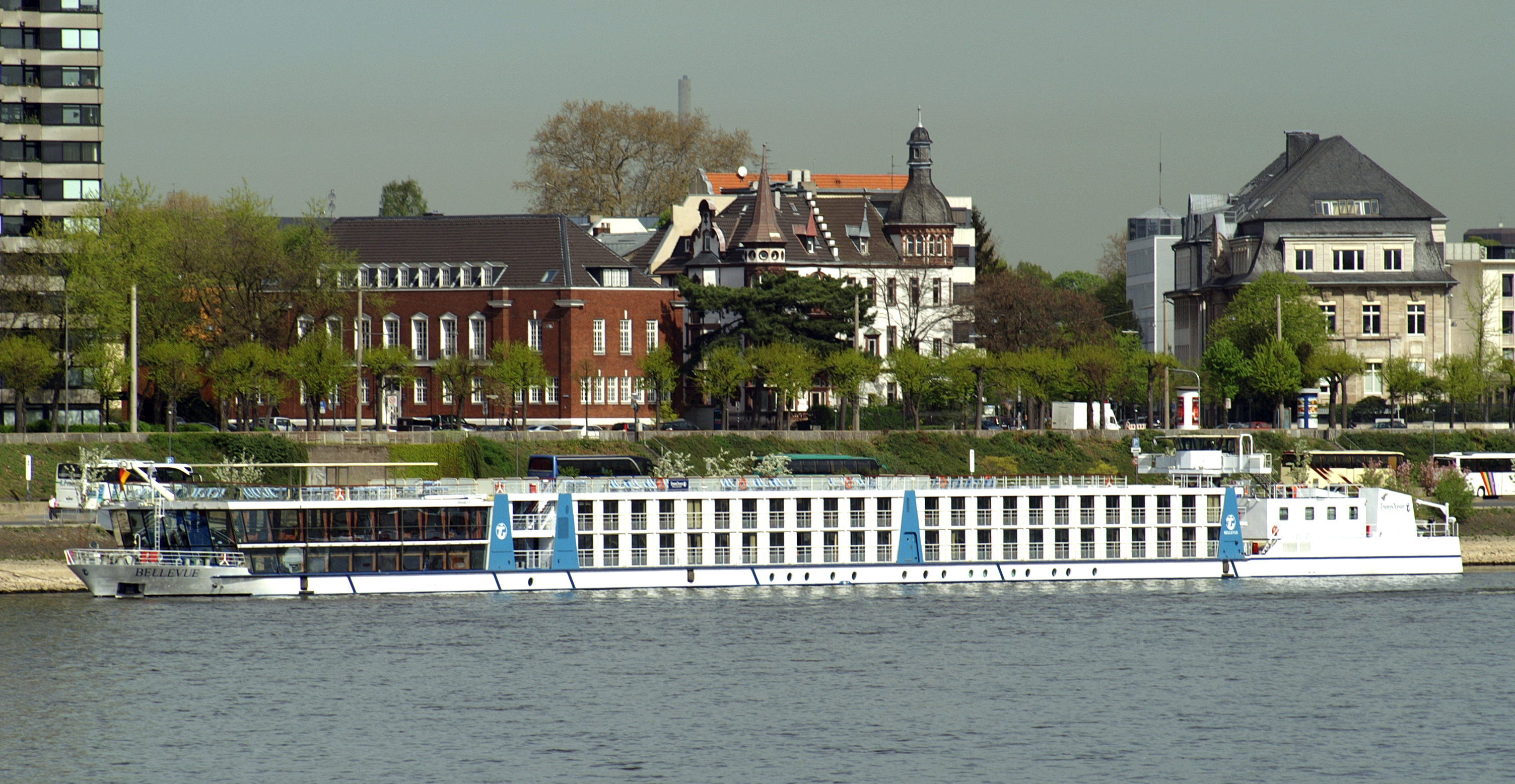
TC Bellevue

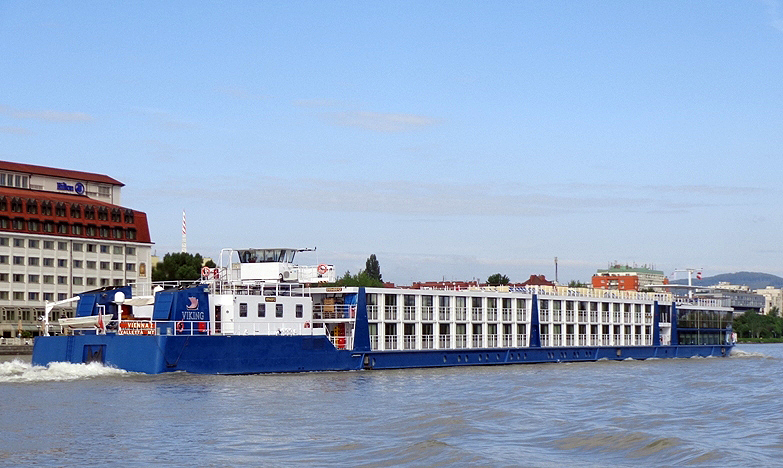
TC Vienna I

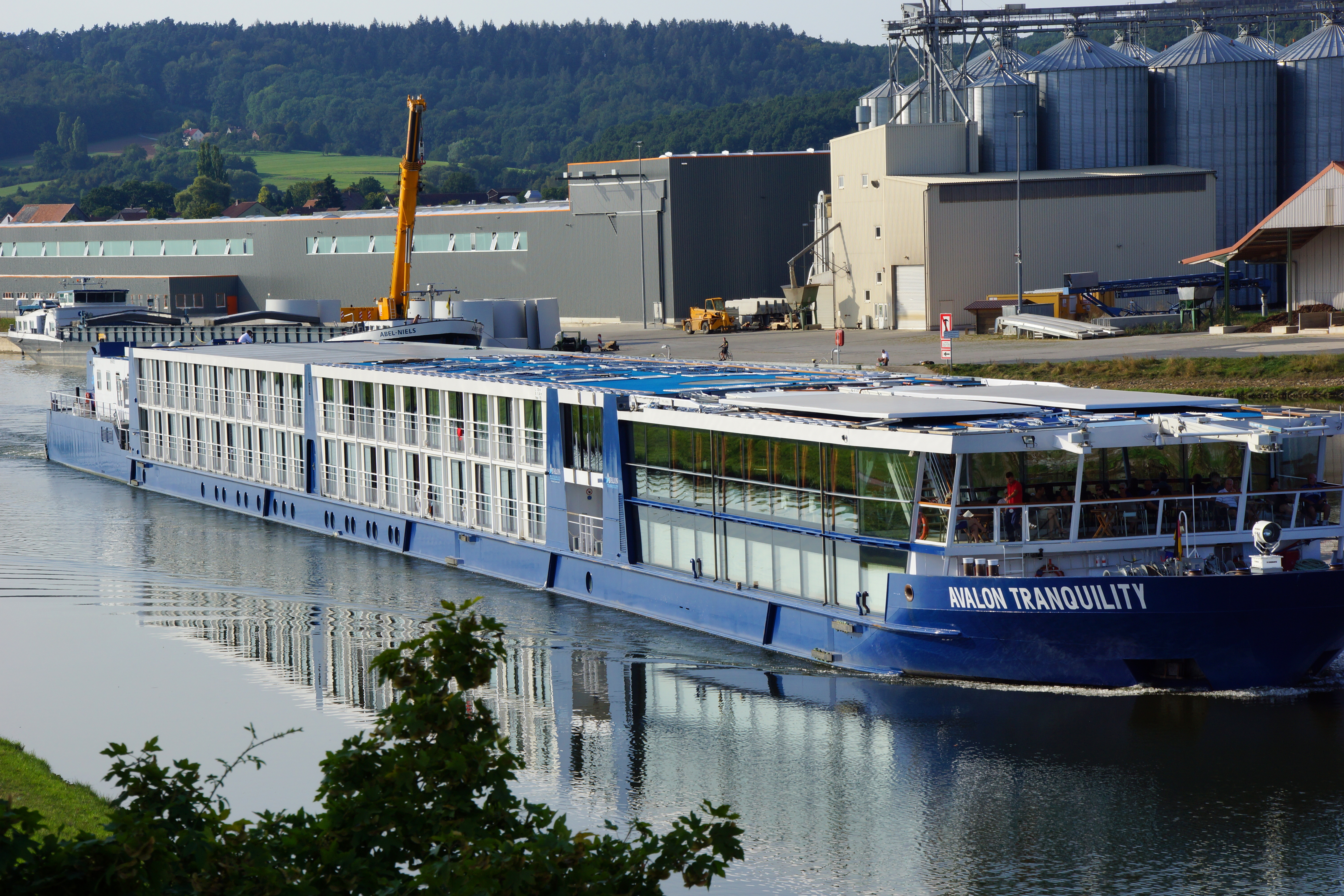
TC Jewel als Avalon Tranquility an der Lände Mühlhausen

## Konstruktion
Das Schubboot ist 25,00 m lang, 11,40 m breit und hat einen Tiefgang von 1,50 m. Angetrieben wird es von zwei MTU-8V-4000-M60-Motoren à 800 kW mit zwei vierflügeligen  Doppelruderpropellern der Firma Veth. Für die Stromversorgung sind drei Dieselgeneratoren je 310 kVA eingebaut. Der in der Höhe verstellbare Fahrstand ist mit modernen nautischen Geräten versehen. Zum besseren Manövrieren beim An- und Ablegen ist ein Bugstrahlruder eingebaut.
Die Fahrgasteinheit hat die Abmessungen 110,0 × 11,40 × 1,50 Meter. Die Fahrgastkabinen werden als vorgefertigte Module gebaut. Durch diese Bauweise sind vielfältige Gestaltungsmöglichkeiten gegeben. Alle Kabinen liegen in zwei Decks oberhalb der Wasserlinie und sind mit Dusche ausgestattet. Einmalig in der Binnenschifffahrt ist die raumhohe Verglasung und ein französischer Balkon an jeder Kabine. Auf den zwei Decks befinden sich auch das Restaurant, die Bordküche, die Rezeption, eine Bar und ein Salon mit Tanzfläche. Im Rumpf unterhalb der Kabinendecks befinden sich die Vorratsräume und 24 Kabinen für 44 Besatzungsmitglieder. Das Schiff ist vollklimatisiert. Je nach Ausstattung stehen bis zu 98 Kabinen für 198 Fahrgäste zur Verfügung.
Durch die Trennung zwischen Antriebs- und Passagiermodul soll die Übertragung von Antriebsgeräuschen und -vibrationen auf die Gästebereiche gesenkt werden. Trotzdem sind die Antriebs- und Passagiermodule als dauerhafte Einheiten gekuppelt und können nicht einfach beliebig untereinander getauscht werden.

## Die Schiffe
- Arena, getauft am 11. Juni 2005
- Travelmarvel Sapphire, getauft am 12. April 2006 als Avalon Tapestry
- Thurgau Silence, getauft am 26. April 2006 als Bellevue
- Travelmarvel Diamond, getauft am 12. April 2007 als Avalon Imagery
- Travelmarvel Jewel, getauft am 15. April 2007 als Avalon Tranquility
- Thurgau Ultra, getauft am 21. Juni 2008 als Premicon Queen
- TUI Skyla, getauft am 24. August 2010 (gebaut bei den P+S Werften, Stralsund)
- TUI Isla, Indienststellung 2011 als TUI Allegra (gebaut bei den P+S Werften, Stralsund)
- TUI Maya, Indienststellung 2011 als TUI Melodia (gebaut bei den P+S Werften, Stralsund)

## Quelle
- Webseite zur Twin-Cruisern auf meyerwerft.de